# Euippodes diversa
Euippodes diversa là một loài bướm đêm trong họ Noctuidae.